# George Tupou al V-lea
George Tupou al V-lea (Siaosi Tāufaʻāhau Manumataongo Tukuʻaho Tupou V; 4 mai 1948 – 18 martie 2012) a fost rege al Tonga în urma decesului tatălui său, Tāufaʻāhau Tupou al IV-lea în 2006, până la moartea sa, șase ani mai târziu.

## Biografie
Tupou al V-lea s-a născut la 4 mai 1948. A fost fiul cel mare al regelui Tāufaʻāhau Tupou al IV-lea (1918–2006) și al reginei Halaevalu Mataʻaho ʻAhomeʻe (n. 1926). A fost numit prinț moștenitor la 4 mai 1966. În acest rol, a fost mai bine cunoscut sub unul dintre titlurile sale tradiționale,  Tupoutoʻa.
Deși nu a fost căsătorit, Tupou al V-lea a avut o fiică, 'Ilima Lei Fifita Tohi, născută în 1974. Ea s-a căsătorit cu ofițerul de poliție Tulutulumafua i'Olotele Kalaniuvalu în 1997 și are trei copii.
Ca  prinț moștenitor, Tupoutoʻa a avut o mare influență în politica Tonga și a fost ministru de externe din 1979 până în 1998.